# 25 de julho
25 de julho é o 206.º dia do ano no calendário gregoriano (207.º em anos bissextos). Faltam 159 dias para acabar o ano.

## Eventos históricos

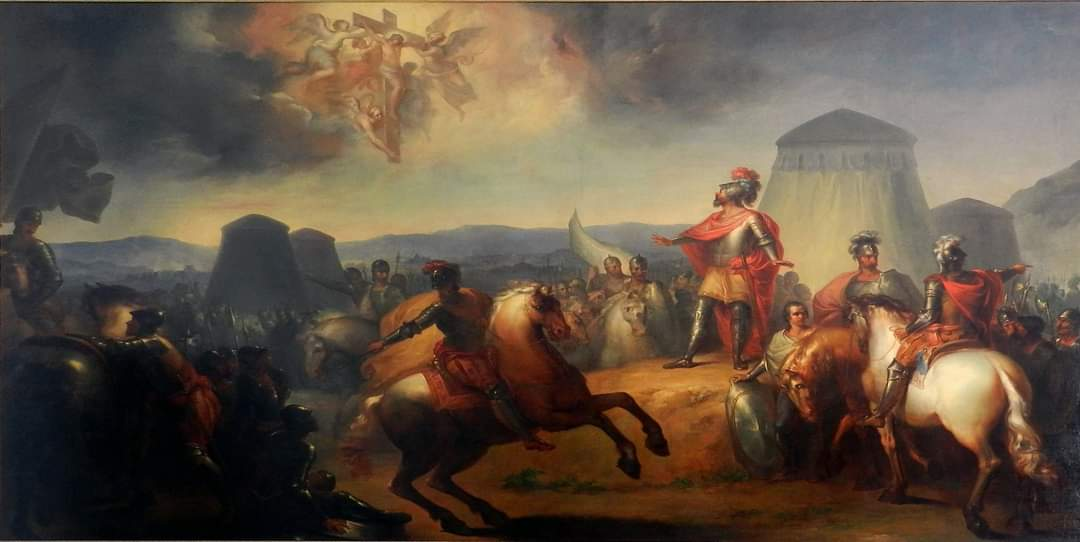
1139: Batalha de Ourique

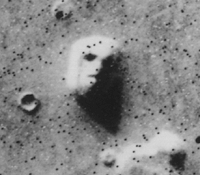
1976: A Viking 1 tira a famosa foto Rosto de Marte

- 0306 — Constantino é proclamado imperador romano por suas tropas.
- 0315 — O Arco de Constantino é concluído perto do Coliseu em Roma para comemorar a vitória de Constantino sobre Magêncio na Ponte Mílvia.
- 0677 — Clímax do cerco de Tessalônica pelos eslavos em um ataque de três dias às muralhas da cidade.
- 0864 — O Édito de Pistres de Carlos, o Calvo, ordena medidas defensivas contra os vikings.
- 1137 — Leonor da Aquitânia casa-se com o príncipe Luís, mais tarde rei Luís VII da França, na Catedral de Saint-André em Bordéus.
- 1139 — Batalha de Ourique: os almorávidas, liderados por Ali ibne Iúçufe, são derrotados pelo príncipe Afonso Henriques, que é proclamado Rei de Portugal.
- 1261 — A cidade de Constantinopla é recapturada pelas forças de Niceia, sob o comando de Aleixo Estrategópulo, restabelecendo o Império Bizantino.
- 1278 — A Batalha naval de Algeciras ocorre no contexto da Reconquista espanhola resultando na vitória do Emirado de Granada sobre o Reino de Castela.
- 1467 — A Batalha de Molinella: A primeira batalha na Itália em que armas de fogo são usadas extensivamente.
- 1512 — Pamplona é invadida por tropas castelhanas durante a Conquista de Navarra.
- 1536 — Sebastián de Belalcázar em sua busca por El Dorado funda a cidade de Santiago de Cali.
- 1547 — Henrique II da França é coroado.
- 1554 — O casamento real de Maria I e Filipe II da Espanha celebrado na Catedral de Winchester.
- 1581 — A armada de Filipe II de Espanha (Filipe I de Portugal) tenta tomar a ilha Terceira, nos Açores, mas são derrotados na Batalha da Salga.
- 1591 — O duque de Parma é derrotado perto da cidade holandesa de Nijmegen por uma força anglo-holandesa liderada por Maurício de Orange.
- 1593 — Henrique IV da França se converte publicamente do protestantismo para o catolicismo.
- 1603 — Jaime VI da Escócia é coroado rei da Inglaterra (Jaime I da Inglaterra), governando o Reino da Inglaterra e o Reino da Escócia em união pessoal. A união política ocorreria em 1707.
- 1668 — Um terremoto de magnitude 8,5 atinge o leste da China, matando mais de 42 000 pessoas.[1]
- 1718 — A pedido do czar Pedro, o Grande, começa em Tallinn a construção do Palácio Kadriorg, dedicado à sua esposa Catarina.
- 1788 — Wolfgang Amadeus Mozart completa sua Sinfonia nº 40 em sol menor (K550).
- 1792 — Emitido o Manifesto de Brunswick para a população de Paris prometendo vingança se a família real francesa fosse prejudicada.
- 1797 — Horatio Nelson perde mais de 300 homens e seu braço direito durante a tentativa fracassada de conquista de Tenerife na Espanha.
- 1799 — Napoleão Bonaparte derrota um exército otomano numericamente superior na Batalha de Abukir.
- 1814 — Guerra de 1812: um ataque do exercito norte-americano ao Canadá é repelido.[2]
- 1824 — Costa Rica anexa Guanacaste da Nicarágua.
- 1837 — O primeiro uso comercial de um telégrafo elétrico é demonstrado com sucesso em Londres por William Cooke e Charles Wheatstone.
- 1868 — Passagem de Humaitá: A fortaleza, até então totalmente cercada por forças aliadas por terra ou água, foi capturada.
- 1869 — Os daimiôs japoneses começam a devolver suas terras ao imperador como parte das reformas da Restauração Meiji. (Data tradicional japonesa: 17 de junho de 1869).
- 1894 — Começa a Primeira Guerra Sino-Japonesa quando os japoneses disparam contra um navio de guerra chinês.
- 1898 — Guerra Hispano-Americana: na Campanha de Porto Rico, os Estados Unidos capturam Porto Rico da Espanha.
- 1908 — A Ajinomoto é fundada. Kikunae Ikeda, da Universidade Imperial de Tóquio, descobre que um ingrediente-chave no caldo de sopa de kombu é o glutamato monossódico (MSG) e patenteia um processo para fabricá-lo.
- 1909 — Louis Blériot faz o primeiro voo através do Canal da Mancha em uma máquina mais pesada que o ar de (Calais para Dover) em 37 minutos.
- 1925 — Criação da Agência Telegráfica da União Soviética (TASS).
- 1934 — Os nazistas assassinam o chanceler austríaco Engelbert Dollfuss em uma tentativa fracassada de golpe.
- 1940 — O general Henri Guisan ordena que o exército suíço resista à invasão alemã e torna a rendição ilegal.
- 1943 — Segunda Guerra Mundial: Benito Mussolini é forçado a deixar o cargo pelo Rei (encorajado pelo Grande Conselho do Fascismo) e é substituído por Pietro Badoglio.
- 1944 — Segunda Guerra Mundial: a Operação Spring é um dos dias mais sangrentos para o Primeiro Exército Canadense durante a guerra.
- 1946 — Teste de arma nuclear: Operação Crossroads: uma bomba atômica é detonada debaixo d'água na lagoa do Atol de Bikini.
- 1953 — Criação do Ministério da Saúde brasileiro.
- 1956 — Sessenta e cinco milhas ao sul da ilha de Nantucket, o transatlântico italiano SS Andrea Doria colide com o MS Stockholm em meio a uma forte neblina e afunda no dia seguinte, matando 51 pessoas.
- 1957 — Proclamada a República da Tunísia pelo presidente Habib Bourguiba.
- 1961 — Guerra Fria: Em um discurso, John F. Kennedy enfatiza que qualquer ataque a Berlim é um ataque à OTAN.
- 1966 — O candidato e futuro presidente do Brasil, Costa e Silva, escapa de atentado no aeroporto dos Guararapes; o ataque resultou em vários mortos e feridos.
- 1969 — Guerra do Vietnã: o presidente dos Estados Unidos, Richard Nixon, declara a Doutrina Nixon, afirmando que os Estados Unidos agora esperam que seus aliados asiáticos cuidem de sua própria defesa militar. Este é o começo da "vietnamização" da guerra.
- 1973 — Lançamento da sonda espacial soviética Marte 5.
- 1976 — Programa Viking: a Viking 1 tira a famosa foto Rosto de Marte.
- 1978 — Nascimento de Louise Joy Brown, o primeiro ser humano nascido após a concepção por fertilização in vitro ou FIV.
- 1979 — De acordo com o tratado de paz Egito-Israel Israel inicia sua retirada da Península do Sinai.
- 1984 — Salyut 7: a cosmonauta Svetlana Savitskaya torna-se a primeira mulher a realizar uma caminhada espacial.
- 1993 — Israel lança um ataque massivo contra o Líbano no que os israelenses chamam de Operação Responsabilidade, e os libaneses chamam de Guerra dos Sete Dias.
- 1994 — Israel e a Jordânia assinam a Declaração de Washington, que formalmente encerra o estado de guerra que existia entre as nações desde 1948.
- 1996 — Em um golpe militar no Burundi, Pierre Buyoya depõe Sylvestre Ntibantunganya.
- 2000 — Voo Air France 4590 cai no Aeroporto de Paris-Charles de Gaulle, matando 113 pessoas.
- 2002 — O Sistema de Vigilância da Amazônia é inaugurado em Manaus pelo presidente Fernando Henrique Cardoso.
- 2010 — WikiLeaks publica documentos classificados sobre a Guerra no Afeganistão, um dos maiores vazamentos da história militar dos Estados Unidos.
- 2019 — É descoberto o asteroide 2019 OK, esse asteroide é grande o suficiente para destruir uma cidade e só foi detectado pro cientistas ao chegar perto da terra.

## Nascimentos

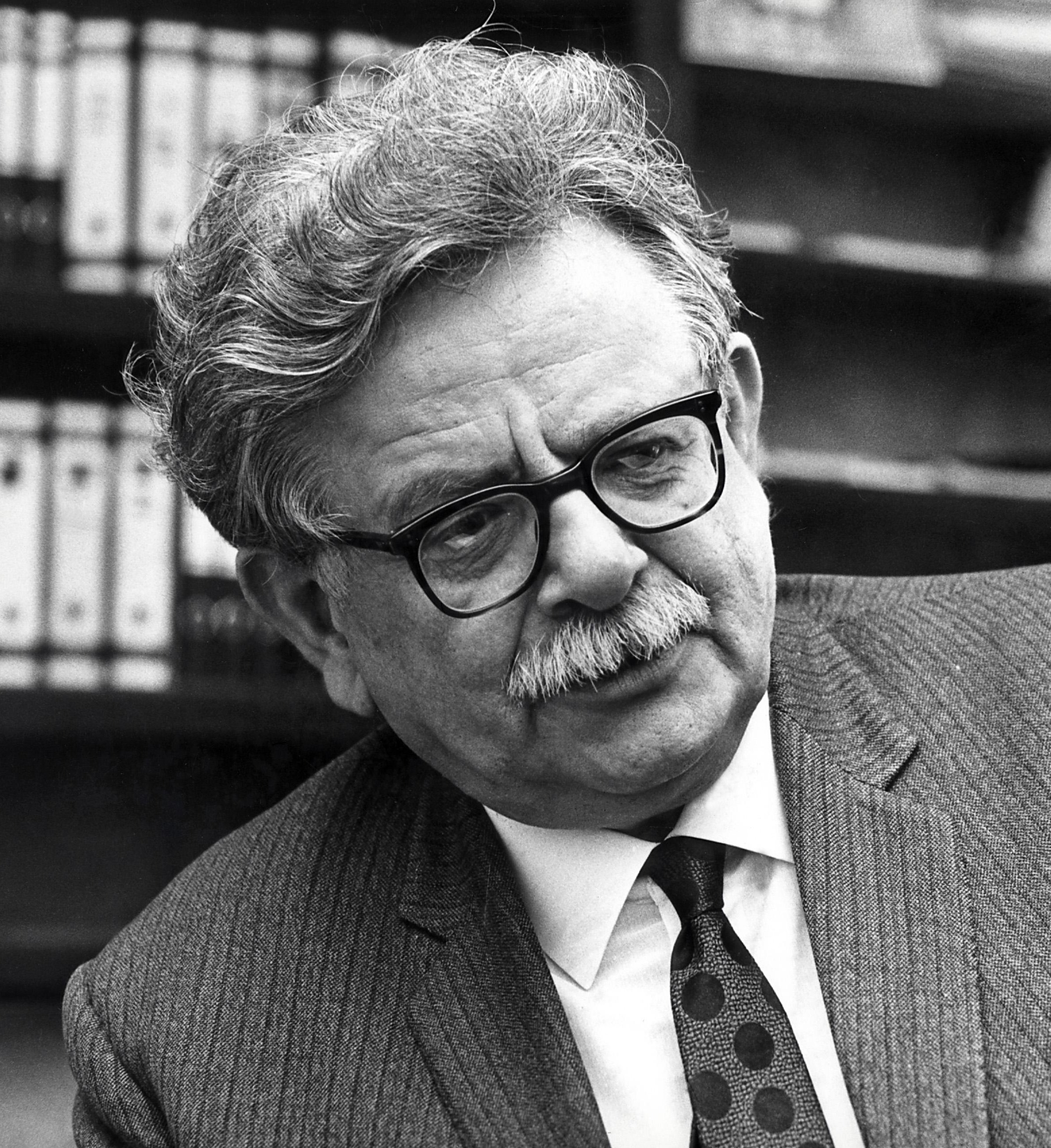
Elias Canetti

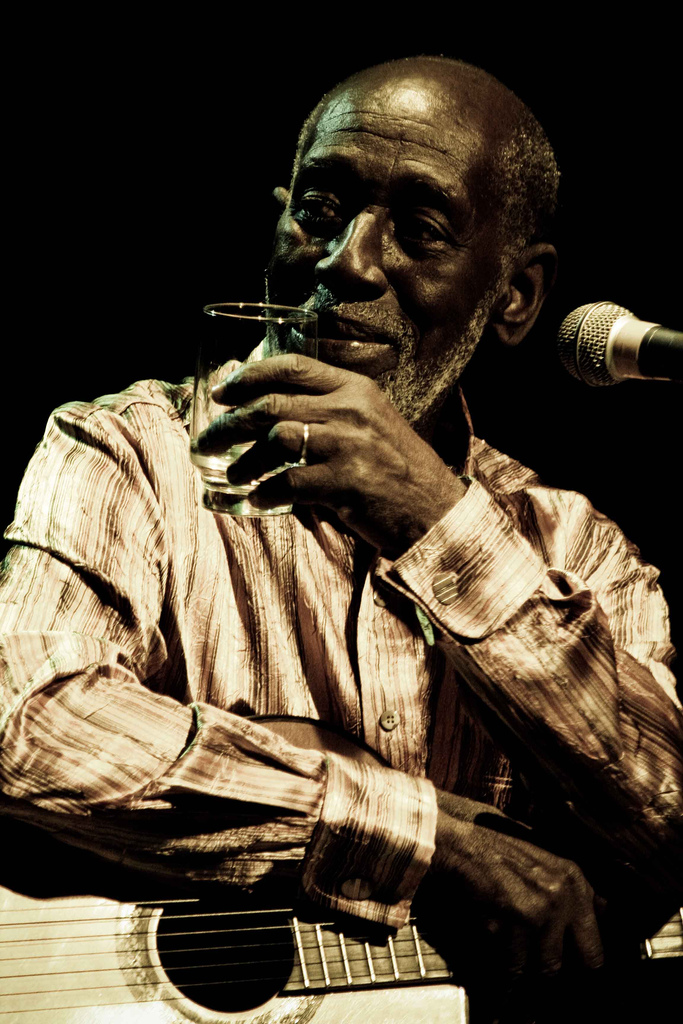
Nelson Sargento

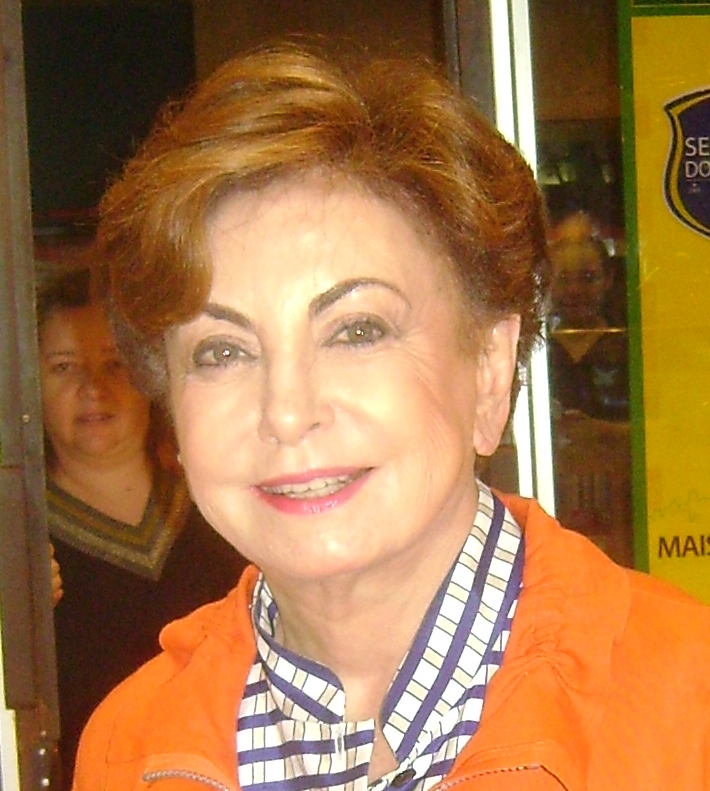
Beatriz Segall

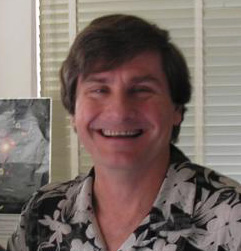
Alexei Filippenko

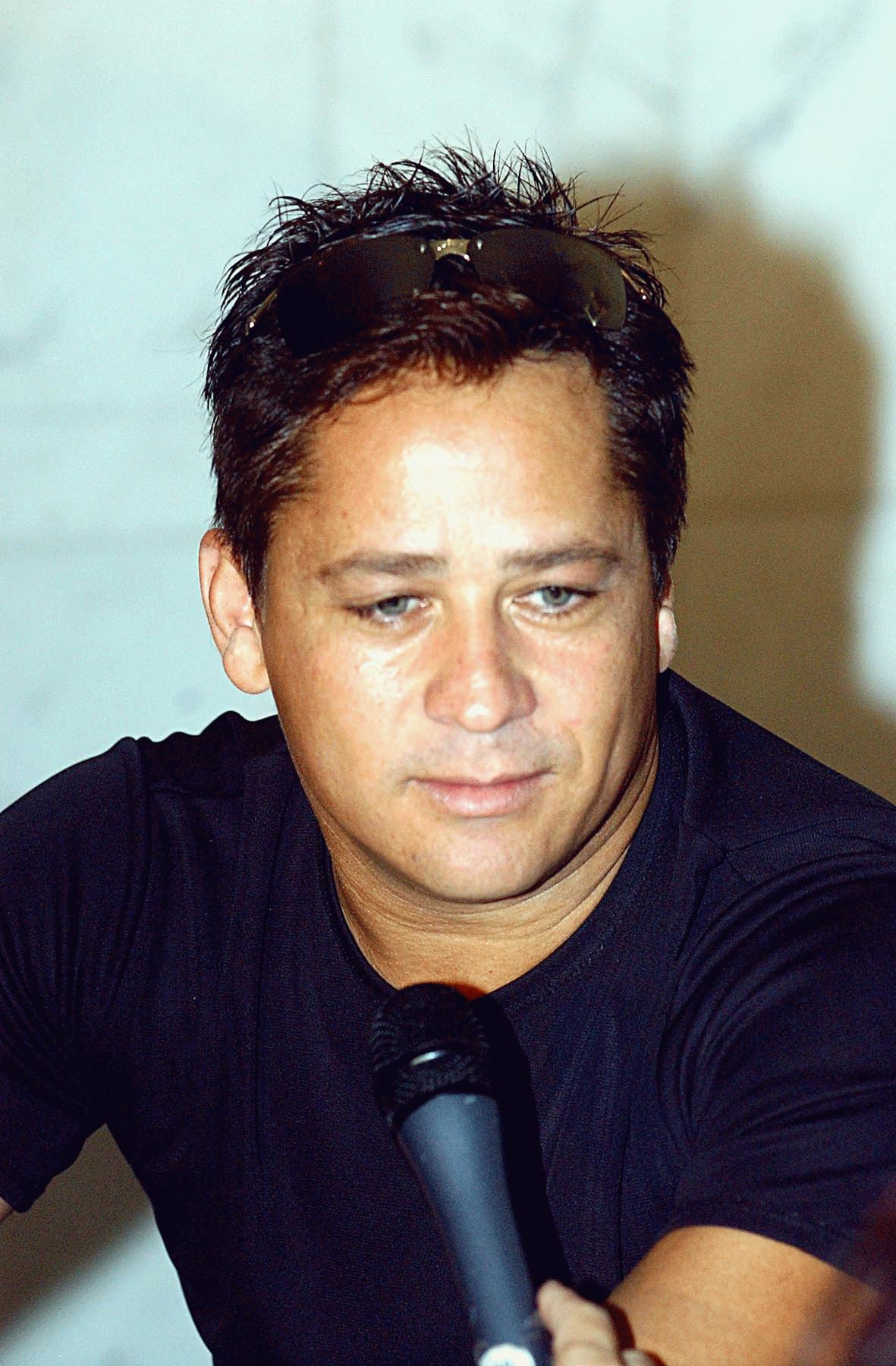
Leonardo

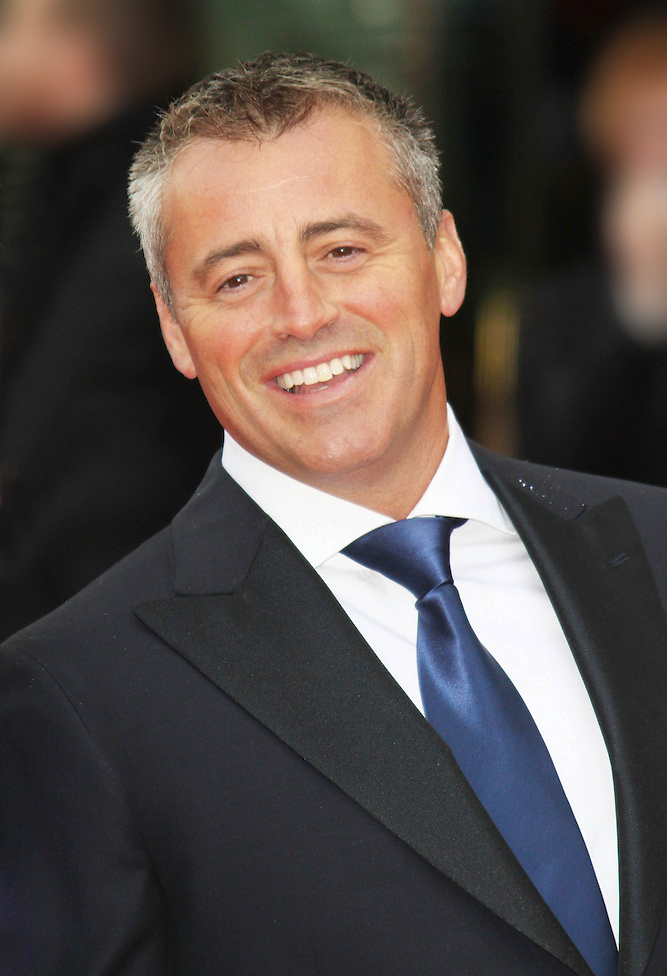
Matt LeBlanc

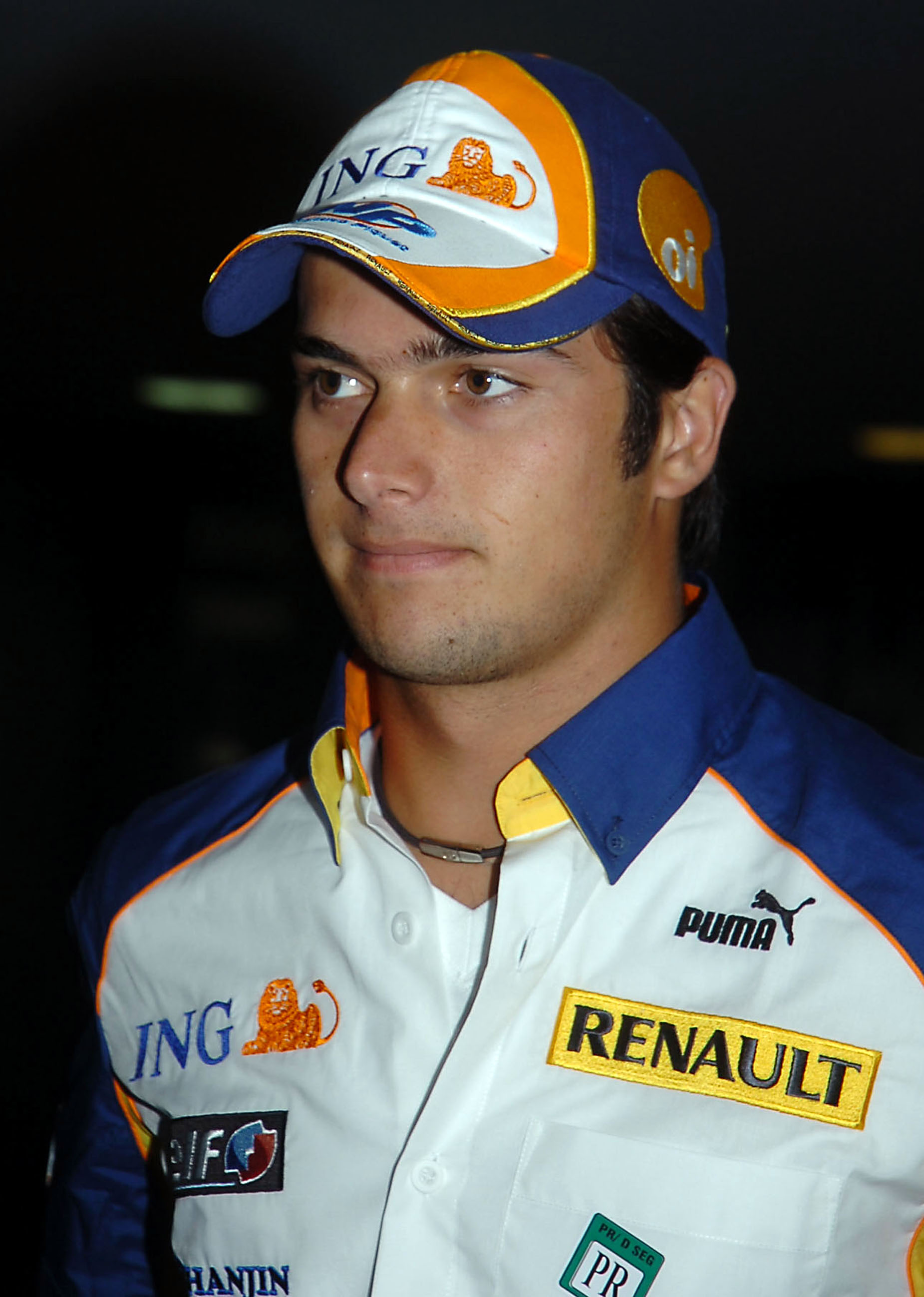
Nelson Piquet Jr

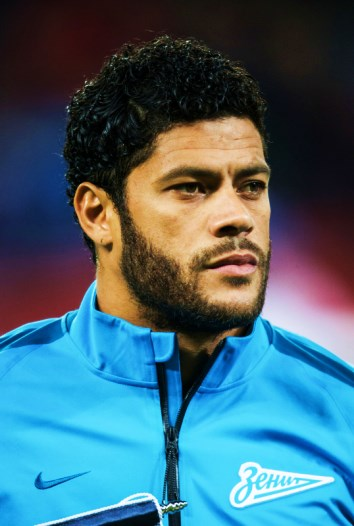
Hulk

### Anteriores ao século XIX
- 0975 — Dietmar de Merseburgo, bispo de Merseburgo (m. 1018).
- 1016 — Casimiro I da Polónia (m. 1058).
- 1262 — Artur II, Duque da Bretanha (m. 1312).
- 1336 — Alberto I da Baviera (m. 1404).
- 1421 — Henry Percy, 3.º Conde de Northumberland (m. 1461).
- 1450 — Jakob Wimpfeling, humanista francês (m. 1528).
- 1468 — Alberto VII, Duque de Maclemburgo-Güstrow (m. 1547).

- 1473 — Madalena de Médici, nobre italiana (m. 1519).
- 1490 — Amália do Palatinado, condessa palatina de Simmern (m. 1524).
- 1532 — Afonso Rodrigues, jesuíta espanhol (m. 1617).

- 1556 — George Peele, dramaturgo inglês (m. 1596).

- 1658 — Archibald Campbell, 1.º Duque de Argyll (m. 1703).
- 1746 — Maria Benedita de Bragança, princesa portuguesa (m. 1829).
- 1797 — Augusta de Hesse-Cassel, duquesa de Cambridge (m. 1889).

### Século XIX
- 1848 — George Robert Aberigh-Mackay, escritor anglo-indiano (m. 1881).
- 1880 — Giuseppe Moscati, médico e cientista italiano (m. 1927).
- 1883 — Alfredo Casella, compositor italiano de música erudita (m. 1947).
- 1884 — Ludowika Jakobsson, patinadora artística teuto-finlandesa (m. 1968).

### Século XX

#### 1901–1950
- 1902 — Eric Hoffer, escritor americano (m. 1983).
- 1905 — Elias Canetti, escritor búlgaro (m. 1994).
- 1923 — Leonardo Villar, ator brasileiro (m. 2020).
- 1924 — Nelson Sargento, sambista e compositor brasileiro (m. 2021).
- 1926 — Beatriz Segall, atriz brasileira (m. 2018).
- 1928 — Jorge Cherques, ator brasileiro (m. 2011).
- 1930
  - Maureen Forrester, contralto canadense (m. 2010).
  - Wilton Franco, produtor, diretor e apresentador da televisão brasileiro (m. 2012).
- 1936 — Carlos Alberto da Mota Pinto, político português (m. 1985).
- 1938 — Walter Barelli, economista brasileiro (m. 2019).
- 1939 — Nancy Ludington, patinadora artística norte-americana.
- 1941 — Emmett Louis Till, garoto afro-americano assassinado (m. 1955).
- 1943 — Sueli Costa, cantora brasileira (m. 2023).
- 1944
  - Marília Medalha, cantora brasileira.
  - Ney Latorraca, ator brasileiro (m. 2024).
- 1947
  - Bob Heinz, jogador profissional de futebol americano estadunidense.
  - Marcos Hummel, jornalista brasileiro.

#### 1951–2000
- 1952 — Eduardo Souto de Moura, arquiteto português.
- 1954 — Walter Payton, jogador de futebol americano (m. 1999).
- 1958
  - Karlheinz Förster, futebolista alemão.
  - Alexei Filippenko, astrofísico estadunidense.
- 1960 — Admar Gonzaga, político brasileiro.
- 1962 — Anthony Tyler Quinn, ator estadunidense.
- 1963 — Leonardo, cantor brasileiro.
- 1964 — Sharif Ahmed, político somali.
- 1967 — Matt LeBlanc, ator estado-unidense.
- 1969
  - Artur Partyka, atleta polonês.
  - David Brazil, repórter, apresentador e ator brasileiro.
- 1970
  - Guilherme Briggs, dublador brasileiro.
  - Nicholas Windsor, membro da família real britânica.
- 1971 — Miriam Shor, atriz estadunidense.
- 1972 — Masayuki Okano, ex-futebolista japonês.
- 1973
  - Kenny Roberts Junior, motociclista norte-americano.
  - Dani Filth, vocalista britânico.
  - Zé Maria, futebolista brasileiro.
- 1974 — Paul Epworth, produtor musical, músico e compositor britânico.
- 1975
  - Jean-Claude Darcheville, futebolista francês.
- 1976
  - Nívea Soares, cantora brasileira.
  - Marcos Assunção, futebolista brasileiro.
- 1977 — Roberto Alcântara, futebolista brasileiro.
- 1978
  - Louise Brown, mulher britânica.
  - Thomas Sowunmi, ex-futebolista húngaro-nigeriano.
- 1979 — Moisés, futebolista brasileiro.
- 1980 — Toni Vilander, automobilista finlandês.
- 1981 — Finn Bálor, lutador irlandês.
- 1982
  - Brad Renfro, ator norte-americano (m. 2008).
  - Nikolas Antunes, ator brasileiro.
- 1983 — Stéphane Bohli, tenista suíço.
- 1984 — Zawe Ashton, atriz, dramaturga inglesa.
- 1985
  - Nelsinho Piquet, automobilista brasileiro.
  - James Lafferty, ator norte-americano.
- 1986 — Hulk, futebolista brasileiro.
- 1987 — Fernando, futebolista brasileiro.
- 1988
  - Paulinho, futebolista brasileiro.
- 1989 — Rabiola, futebolista português.
- 1990 — Mubarak Wakaso, futebolista ganês.
- 1991 — Toni Duggan, futebolista inglesa.
- 1992 — Ela Velden, atriz e modelo mexicana.
- 1993 — Zulfia Tchinchanlô, halterofilista cazaque.
- 1994 — Jordan Lukaku, futebolista belga.
- 1995 — Maria Sakkari, tenista grega.
- 1996
  - Jaafar Jackson, cantor e ator americano.
  - Filippo Ganna, ciclista italiano.
- 1998 — Alexander Konychev, ciclista italiano.
- 1999 — Christian Amoah, halterofilista ganês.
- 2000 — Mason Cook, ator estadunidense.

### Século XXI
- 2001 — Chawarin Perdpiriyawong, ator e cantor tailandês.
- 2009 — Giovanna Alparone, atriz, cantora e modelo brasileira.

## Mortes

### Anteriores ao século XIX
- 0306 — Constâncio Cloro, imperador romano (n. 250).
- 1011 — Ichijo, imperador do Japão (n. 980).

- 1190 — Sibila de Jerusalém, rainha de Jerusalém (n. c. 1159).
- 1195 — Herrad de Landsberg, freira e escritora francesa (n. 1130).

- 1409 — Martim I da Sicília (n. 1376).
- 1471 — Tomás de Kempis, monge e escritor alemão (n. 1380).

- 1472 — Carlos de Artésia, Conde d'Eu (n. 1394).

- 1492 — Papa Inocêncio VIII (n. (1432).
- 1564 — Fernando I do Sacro Império Romano-Germânico (n. 1503).
- 1572 — Isaac Luria, rabino e místico otomano (n. 1534).

- 1676 — François Hédelin, dramaturgo francês (n. 1604).
- 1770 — Tereza de Benguela, líder quilombola (n. 1700).

### Século XIX
- 1834 — Samuel Taylor Coleridge, poeta e crítico literário britânico (n. 1772).
- 1861 — Jonas Furrer, político suíço (n. 1805).
- 1865 — James Barry, cirurgião britânico (n. 1795).
- 1887 — John Taylor, líder religioso britânico (n. 1808).

### Século XX
- 1934 — Engelbert Dollfuss, político austríaco (n. 1892).
- 1985 — Carlos Galhardo, cantor brasileiro (n. 1913).
- 1992 — Alfred Drake, ator e cantor estadunidense (n. 1914).
- 1999 — Rony Cócegas, comediante brasileiro (n.1940).

### Século XXI
- 2001 — Carmen Portinho, engenheira, urbanista e feminista brasileira (n. 1903).
- 2004 — Francisco Romão, político angolano (n. 1942).
- 2008
  - Randy Pausch, cientistas da computação norte-americano (n. 1960).
  - Fernanda Baptista, fadista portuguesa (n. 1919).
  - Johnny Griffin, saxofonista norte-americano (n. 1928).
- 2009
  - Vernon Forrest, pugilista norte-americano (n. 1971).
  - Zequinha, futebolista brasileiro (n. 1934).
- 2013
  - Duilio Marzio, ator argentino (n. 1923).
  - Bernadette Lafont, atriz francesa (n. 1938).
- 2014 — Wilhelm Solheim, antropólogo norte-americano (n. 1924).
- 2015 — Robin Phillips, ator e diretor de cinema inglês (n. 1940).
- 2020 — Léo Canhoto, cantor e compositor brasileiro (n. 1936).
- 2021 — Otelo Saraiva de Carvalho, político e militar português (n. 1936).
- 2024 — Rosa Magalhães, professora, cenógrafa e carnavalesca brasileira (n. 1947).

## Feriados e eventos cíclicos

### Internacional
- Dia Internacional da Mulher Negra Latino-Americana e Caribenha
- Dia Mundial de Prevenção ao Afogamento
- Dia Internacional da Agricultura Familiar

### Brasil
- Aniversário Municipal de São Leopoldo , Rio Grande do Sul.
- Aniversário Municipal de Águas de São Pedro, São Paulo.
- Aniversário Municipal de Jaraguá do Sul, Santa Catarina.
- Aniversário Municipal de Iretama, Paraná.
- Aniversário Municipal de Alto Piquiri, Paraná.
- Aniversário Municipal de Adrianópolis, Paraná.
- Aniversário Municipal de Barbosa Ferraz, Paraná.
- Aniversário Municipal de Icaraíma, Paraná.
- Aniversário Municipal de Marechal Cândido Rondon, Paraná.
- Aniversário Municipal de Santo Antônio do Paraíso, Paraná.
- Aniversário Municipal de Matelândia, Paraná.
- Aniversário Municipal de Medianeira, Paraná.
- Aniversário Municipal de Nova América da Colina,  Paraná.
- Aniversário Municipal de Palotina, Paraná
- Aniversário Municipal de Mandirituba, Paraná.
- Dia do Motorista
- Dia do Taxista
- Dia do Escritor
- Dia do Colono
- Dia da Mulher Negra
- Dia da Imigração Alemã

### Espanha
- Dia Nacional da Galiza

### Portugal
- São Tiago - Feriado municipal de Santiago do Cacém, Cantanhede e Celorico de Basto
- São Cristóvão - Feriado municipal de Ovar e Mondim de Basto
- São Tomé - Feriado municipal de Mira

### Tunísia
- Dia da República

### Cristianismo
- Cucufate de Barcelona
- Cristóvão da Lícia
- Darío Acosta Zurita
- Maria do Monte Carmelo
- Santiago Maior

## Outros calendários
- No calendário romano era o 8.º dia (VIII) antes das calendas de agosto.
- No calendário litúrgico tem a letra dominical C para o dia da semana.
- No calendário gregoriano a epacta do dia é ii.